# Pale
Pale, kyrillisk Пале, er en by i Republika Srpska i Bosnien og Hercegovina. Pale har cirka 22.282 (2013) indbyggere,